# Manuel María Orellana Contreras
Pour les articles homonymes, voir Orellana.
Manuel María Orellana Contreras, né le 17 décembre 1870 à El Jícaro (El Progresso, Guatemala) et mort le 17 juin 1940 à Madrid en Espagne, est un homme politique guatémaltèque, président de la république du 17 au 31 décembre 1930.
Il prend le pouvoir à la faveur d'un coup d'État renversant le président intérimaire Baudilio Palma, seulement quatre jours après que ce dernier a pris ses fonctions, à la suite de l'accident vasculaire cérébral de Lázaro Chacón González. Au moment du coup d'État, Orellana Contreras est commandant du Fort San Rafael de Matamoros, situé dans la capitale.

## Biographie

### Coup d'État

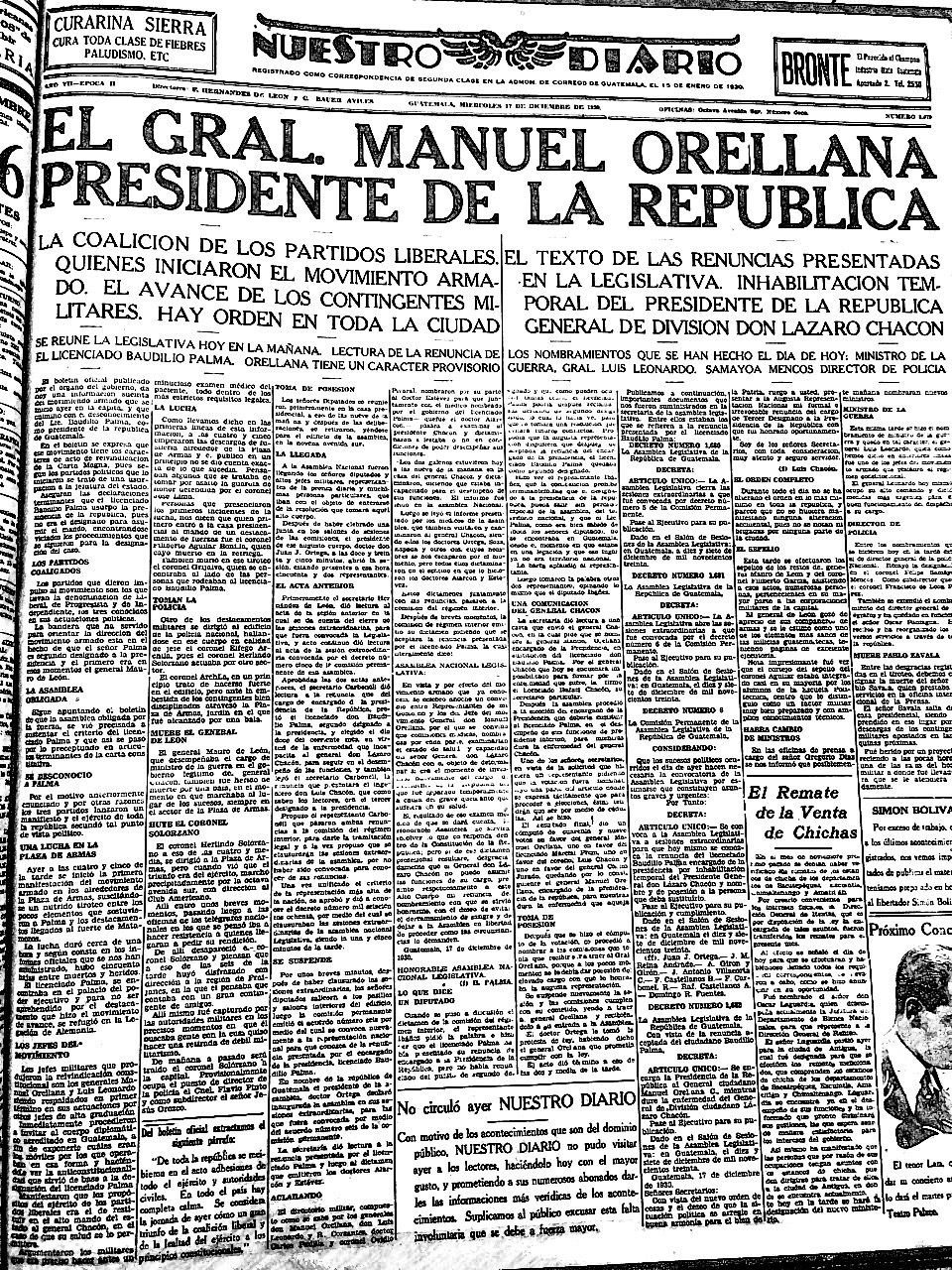
Une du journal guatémaltèque 'Nuestro Diairo' sur laquelle est mentionné le coup d'État orchestré par Orellana Contreras.

Le 20 décembre 1930, de nombreux troubles éclatent dans le gouvernement du Guatemala à la suite de l'accident vasculaire cérébral du général et président Lázaro Chacón González, qui l'obligent à quitter ses fonctions. Le journaliste Hernández de León est alors un témoin direct des évènements puisqu'il siège au Parlement et est également directeur du journal Nuestro Diairo. En décembre 1930 surviennent les évènements suivants:
- Le 12 décembre, le général Chacón démissionne à la suite d'un accident vasculaire cérébral.
- Le général Mauro de León, successeur désigné au président démissionne.
- Baudilio Palma, avocat et membre du cabinet, est nommé président par intérim.
- Le 16 décembre 1930, un coup d'État du général Manuel María Orellana Contreras[nb 1] pousse Palma à la démission après une courte bataille à l'intérieur du Palais présidentiel. Durant le combat, qui dure moins d'une heure, Palma et Mauro de León sont tués. Le pouvoir libéral qui se met en place nomme alors le général Roderico Anzueto au poste stratégique de chef de police[nb 2].

### Présidence
Arrivé au pouvoir, Orellana Contreras réforme le cabinet et travaille à la reconstruction des bases militaires guatémaltèques. Malgré la présence de nombreux intérêts américains à Guatemala, en particulier ceux de la United Fruit Company, le secrétaire d'État Henry Lewis Stimson déclare qu'Orellana est un président inconstitutionnel et exige son remplacement. Devant cette évidence, Orenalla démissionne le 29 décembre. Stimson envoie alors l'ambassadeur Sheltom Whitehouse indiquer à Orenalla Contreras que son gouvernement n'était pas disposé à travailler avec lui. Whitehouse presse alors le Congrès de la République à pousser Orenalla Contreras à la démission. Profitant alors du peu d'expérience politique d'Orenalla, le gouvernement américain s'assure de mettre en place un président en capacité d'assurer une stabilité du régime au Guatemala.

### Après le pouvoir
Orellana Contreras est le cousin de l'ancien président José María Orellana qui est chef de cabinet du président Manuel Estrada Cabrera et qui a nommé le futur président Jorge Ubico Castañeda en tant que chef de la police secrète. Sensible à ce fait, le nouveau président Ubico nomme Orellana Contreras comme attaché militaire de l'ambassade guatémaltèque en Espagne. Il meurt en fonction à Madrid en juin 1940.